# 樹蜂銜
樹蜂銜，為古埃及第一王朝的第四位国王（法老）登所使用之雙重王銜。

## 意義
具有「上下埃及之王」的意思，「樹蜂銜」中的「樹」其實是指莎草，代表著上埃及，而「蜂」則是指「蜜蜂」，代表著下埃及。儘管传统上认为於那爾邁在位時，埃及已經統一，而登的樹蜂銜確立代表了神聖王權的進一步發展。